# Emilio Crusat
Emilio Crusat (Buenos Aires , 9 de febrero de 1989) es un exfutbolista argentino. Jugaba como arquero y su primer equipo fue Chacarita Juniors. Se retiró del deporte en el año 2021 en el club Blauw Geel'38 de la Derde Divisie, la cuarta división de Países Bajos.

## Inferiores
En 2006, hizo inferiores en San Lorenzo donde se consagró campeón del Torneo de la Asociación del Fútbol Argentino con la sexta división del Ciclón. En 2007 pasó a formar parte de Chacarita, donde empezó a jugar en reserva y finalmente debutó en la primera plantilla.

## Características
Era un futbolista de perfil derecho, aunque podía jugar con ambas piernas. Tienia una muy buena potencia en las piernas, facilidad para el juego aéreo y dominio del área.

## Clubes
| Club                           | País         | Año       |
| ------------------------------ | ------------ | --------- |
| Chacarita Juniors              | Argentina    | 2007-2010 |
| Cultural Leonesa               | España       | 2010-2011 |
| UD Altea                       | España       | 2011-2012 |
| Atlético Paraná                | Argentina    | 2012-2013 |
| Rivadavia de Lincoln           | Argentina    | 2013-2014 |
| Ferro                          | Argentina    | 2014-2015 |
| Ferro de General Pico          | Argentina    | 2015-2016 |
| Atlético Paraná                | Argentina    | 2016-2017 |
| Juventud Unida de Gualeguaychú | Argentina    | 2017-2018 |
| Gimnasia y Esgrima (CdU)       | Argentina    | 2018-2019 |
| Desamparados de San Juan       | Argentina    | 2019-2020 |
| Blauw Geel'38                  | Países Bajos | 2020-2021 |